# 9786 Gakutensoku
9786 Gakutensoku è un asteroide della fascia principale. Scoperto nel 1995 da Takao Kobayashi, presenta un'orbita caratterizzata da un semiasse maggiore pari a 2,8404271 UA e da un'eccentricità di 0,0767997, inclinata di 1,05528° rispetto all'eclittica.